# Пухакка, Олли
Ри́сто О́лли Пе́ттер Пу́хакка (фин. Risto Olli Petter Puhakka; 11 апреля 1916, Сердоболь, Великое княжество Финляндское, Российская империя — 28 января 1989, Хельсинки, Финляндия) — пилот ВВС Финляндии. Один из признанных лётчиков-асов периода Второй мировой войны, совершивший 401 боевой вылет и одержавший 42 подтверждённых воздушных победы.
Считаться асом Пухакка стал уже в Зимнюю войну. Во Вторую мировую войну он служил в 26-й, 30-й, 28-й, 24-й и 32-й истребительных эскадрильях. Пухакка пилотировал такие самолёты, как Fokker D.XXI, Fiat G.50 Freccia и Messerschmitt Bf.109. 21 декабря 1944 года он был награждён крестом Маннергейма.

## Биография

### Ранние годы. Зимняя война
Олли Пухакка родился в городе Сердоболь (ныне — Сортавала). Карьеру лётчика начал после окончания средней школы в 1935 году как офицер лётного резерва ВВС Финляндии. В 1936 году поступил на юридический факультет Хельсинкского университета. В период обучения продолжал полёты в университетском аэроклубе, к 1939 году налетав в общей сложности 50 часов.
Летом 1939 года Пухакка был мобилизован и подвергнут курсу переобучения на истребителе Fokker D.XXI. Принял участие в Советско-финской войне. Сбил 5 самолётов: один И-16 и четыре бомбардировщика.
К концу января 1940 года Пухакка уже стоял во главе 24-й истребительной эскадрильи. Вскоре он пересел из «Фоккера» в итальянский истребитель Fiat G.50 Freccia, привлекший его своей огневой мощью. На «Фиате» Пухакка сбил ещё один ДБ-2 на Fiat G.50. По словам самого лётчика, на его счету тогда было ещё много повреждённых самолётов, но официально это не подтвердилось.

### Вторая мировая война

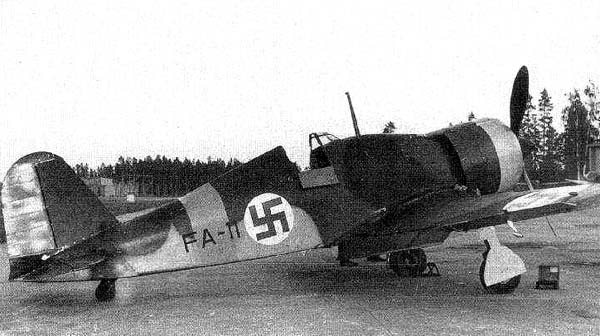
Итальянский истребитель Fiat G.50 Freccia, на котором Пухакка совершал вылеты в 1940—1943 годах

В июне 1941 года, когда Финляндия возобновила войну против СССР, Пухакка продолжил пилотировать «Фиат», совершая полёты в составе 26-й эскадрильи. 25 июня без объявления войны советские бомбардировщики атаковали финские аэродромы. Так, 15 единиц СБ-2 подвергли бомбардировке базу эскадрильи в Йоройнене, но финские истребители были заранее предупреждены о нападении и сбили 10 бомбардировщиков. Из этого боя Пухакка был вынужден выйти до его окончания, поскольку его оружие отказало.
13 июля 1941 года Пухакка сбил три советских самолёта: один СБ-2 и два И-16. Через неделю он отправился в разведывательный вылет над Карельским перешейком, на тот момент находившимся под контролем советских войск, и был перехвачен пятью истребителями И-153. В ходе десятиминутного боя Пухакка не только не получил ни одного попадания, но и сам сбил один из И-153, который упал в Ладожское озеро. Впоследствии эту победу, однако, ему не засчитали из-за нехватки доказательств. В конце 1941 года Пухакка был выведен с фронта на инструкторскую должность.
В июне 1942 года Пухакка вернулся к боевым вылетам, продолжив пилотировать «Фиат». Вскоре ему удалось сбить Пе-2, несмотря на скоростное превосходство того над «Фиатом». 29 декабря 1942 года Пухакке было присвоено воинское звание капитана, а 6 февраля 1943 года в числе лучших финских военных пилотов он отправился в Германию для освоения новых самолётов фирмы Messerschmitt. Пройдя непродолжительный тренировочный курс, он возвратился на фронт. Первую победу на новом истребителе Messerschmitt Bf.109 Пухакка одержал 19 апреля 1943 года, сбив Ла-5 над Финским заливом.
20 июля 1943 года в тяжёлом бою Пухакке удалось сбить сразу четыре советских самолета. 17 мая 1944 года в 10:30 27 Пе-2 под прикрытием 15 Як-9 и Ла-5 атаковали город Котка. Для их перехвата с авиабазы Куми поднялись 11 «Мессершмиттов», в том числе, самолёт Пухакки. За две минуты Пухакка сбил три Пе-2. Всего же финскими лётчиками было уничтожено семь Пе-2 и три Як-9, но один финский самолёт был потерян.
К началу июня 1944 года счёт воздушных побед Пухакки возрос до 33. 17 июня он сбил три самолета: По-2, Пе-2 и Ил-2. При этом он сам был сбит огнём стрелка «штурмовика», но, тем не менее, смог перетянуть машину за линию фронта и совершить удачную посадку.
19 июня 1944 года 18 финских «Мессершмиттов» под командованием капитанов Пухакки и Винда отправились на перехват большой группы советских бомбардировщиков в районе Выборг — Койвисто. После успешного боя финны, вообще не понесшие потерь, объявили о сбитии 15 вражеских самолётов: 6 Пе-2, 2 Р-39, 2 Ил-2, 2 Ла-2 и 1 ЛаГГ-3. Через неделю Пухакка снова вступил в воздушный бой, уничтожив советский Ла-5.

### Жизнь после войны
Несмотря на успешные действия финских лётчиков, в сентябре 1944 года Финляндия была вынуждена заключить перемирие с СССР. А 21 декабря капитан Пухакка был награждён крестом Маннергейма. На тот момент он имел 46 воздушных побед (из них 4 так и не были подтверждены).
25 июля 1946 года Пухакка подал в отставку и навсегда покинул ВВС Финляндии. С этого момента до ухода на пенсию в 1971 году он работал в крупной финской авиакомпании Finnair. В 1979 году умер в Хельсинки.